# 15 Step
«15 Step» — пісня англійського альтернативного рок-гурту Radiohead, що вийшов як перший трек їхнього сьомого студійного альбому In Rainbows. Продюсером пісні виступив Найджел Ґодріч, вона була написана у 2005 році під час «божевільного ритмічного експерименту». У тексті пісні йдеться про розчарування та обман.

## Передумови

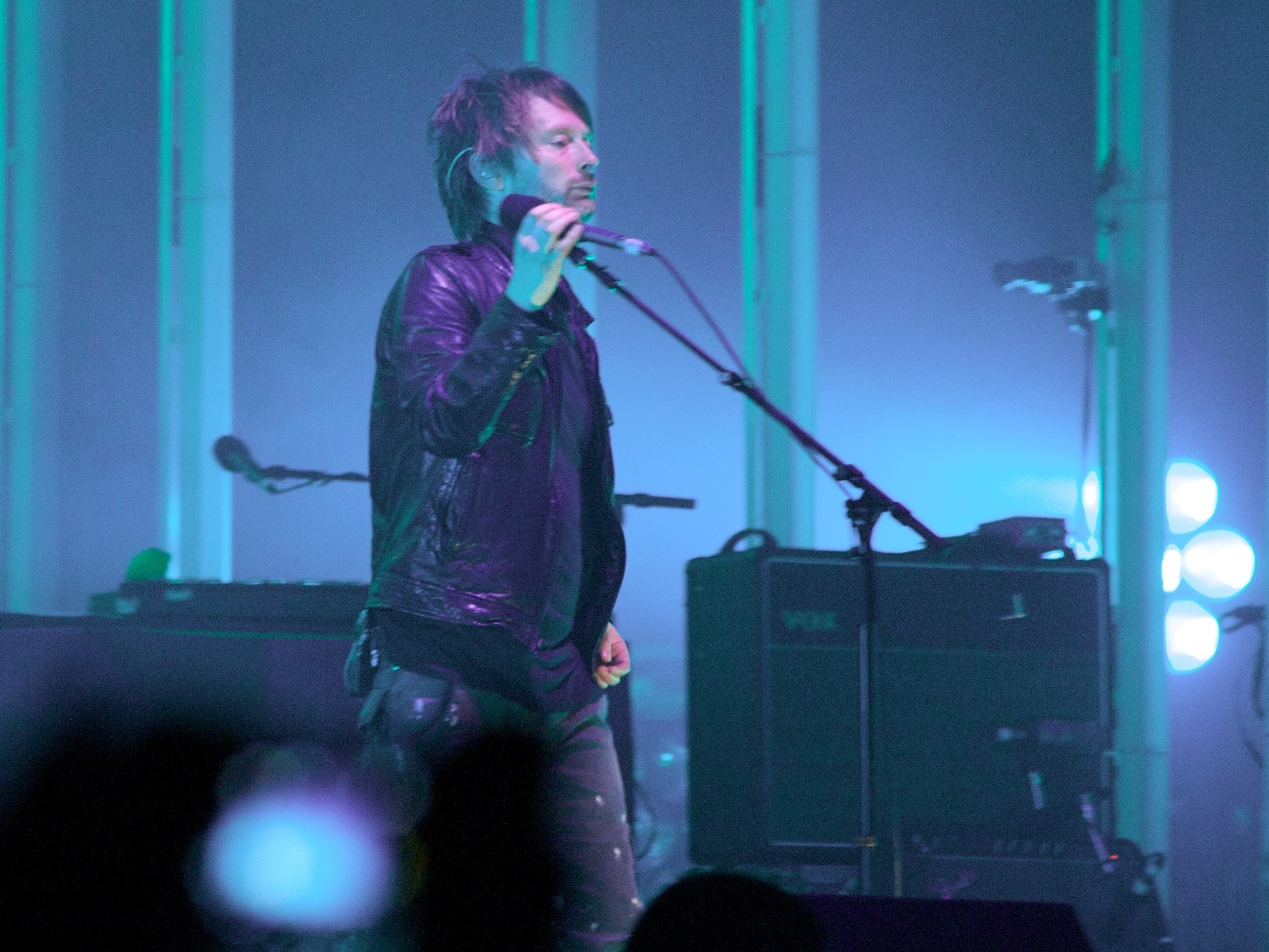
Том Йорк виконує «15 Step» у 2009 році в Сан-Паулу, Бразилія

«15 Step» була створена у 2005 році, коли Radiohead експериментували з нестандартними ритмами. Вокаліст Том Йорк аранжував пісню на своєму лептопі, надихнувшись «плескаючим грувом» пісні «Fuck the Pain Away» гурту Peaches.
8 березня 2006 року Radiohead виклали у своєму блозі тизер цієї пісні напередодні туру, що відбувся пізніше того ж року. Під час туру «15 Step» дебютувала на першому виступі в Копенгаґені, а потім виконувалася на всіх 28 наступних концертах 2006 року.

## Текст та композиція
«15 Step» має синкоповану барабанну партію і «плавну» гітарну лінію. Пісня написана в розмірі 5/4, з «заїканням», яке виконується на драм-машині. «15 Step» починається з 40-секундного барабанного вступу, в стилі пісень на Kid A, перед тим, як вступає бас-гітарна партія, що нагадує «Airbag» на OK Computer. Гітара і бас «розкривають» гармонію пісні і переносять «15 Step» в дорійський лад, поки не настає модуляція в мінорну тональність на позначці 1:38.
У пісні «15 Step» йдеться про розчарування та обман, які передає «мелодійний» фальцет Йорка. Вважається, що слова «15 steps, then a sheer drop» («15 кроків, а потім стрімке падіння») є відсиланням до повішення на шибениці. Похмуру лірику підривають звуки радісних дітей, записані Ґодрічем та басистом Коліном Ґрінвудом у музичній школі Matrix Music School & Arts Centre в Оксфорді.

## Музичне відео
У березні 2008 року лейбл TBD Records у партнерстві з анімаційною студією Aniboom організували конкурс на створення музичного відео, в якому можна було подати розкадрування до пісні з альбому In Rainbows, щоб отримати можливість зняти повноцінне відео. Кліп «15 Step», спродюсований Мізукі Тоторі (вказаний як Kota Totori), був обраний одним з чотирьох переможців.

## Відгуки
«15 Step» отримав позитивні відгуки. Джейсон Ліпшуц з Billboard заніс її до свого списку 15 найважливіших пісень Radiohead, зазначивши, що це «один з найуспішніших шлюбів електронної та рок-музики». Сал Чинквемані з журналу Slant Magazine також відзначив, що поєднання електронних і рок-елементів у «15 Step» зробило пісню «одним з найкращих гібридів гурту». 2017 року Consequence назвав «15 Step» 22-ю найкращою піснею гурту, написавши, що вона «не втрачає часу на завоювання слухачів». 2019 року Vulture поставив її на 44 сходинку найкращих пісень.
«15 Step» називають однією з найпозитивніших пісень Radiohead. Рецензія на BBC назвала пісню «напрочуд піднесеною», а Саша Фрер-Джонс з The New Yorker відзначив, як Йорк «танцював на сцені веселу джигу» під час виконання «15 Step» наживо. Дослідження аналізу даних, проведене Чарльзом Томпсоном у 2017 році, дійшло висновку, що «15 Step» є найщасливішою піснею Radiohead.

## Виконання наживо
Radiohead виконали «запальну» версію «15 Step» на церемонії вручення премії Ґреммі 2009 року у супроводі 36 членів оркестру USC Trojan Marching Band. Виступ був визнаний одним з найяскравіших моментів шоу, а Вітні Пасторек з Entertainment Weekly сказала, що вони взяли «вже хорошу пісню і перетворили її на радісний, трохи загрозливий шедевр». Виступ був названий одним з найвидатніших виступів на Ґреммі усіх часів.
Виконання «15 Step» увійшло до відеоальбому In Rainbows – From the Basement 2008 року. «15 Step» також з'явилася у фільмі Сутінки 2008 року у фінальних титрах.

## Персоналії
Radiohead
- Колін Ґрінвуд — бас, клавішні
- Джонні Ґрінвуд — гітара
- Ед О'Браєн — гітара
- Філіп Селвей — барабани
- Том Йорк — вокал

Додатковий персонал
- Найджел Ґодріч — продюсування, зведення, звукорежисер
- Ден Греч-Маргера — звукорежисер
- Боб Людвіг — мастеринг
- Дитячий хор Matrix Music School — хор
- Х'юго Ніколсон — звукорежисер
- Грем Стюарт — пре-продакшн
- Річард Вудкрафт — звукорежисер